# Vicarianza
La vicarianza, caratteristica mineralogica, è quella proprietà per la quale si può sostituire un atomo o uno ione di un elemento in una struttura cristallina, con un altro elemento simile per carica e dimensione.
Nei casi di vicarianza, il minerale può essere una miscela isomorfa, cioè avere lo stesso edificio reticolare ma differente composizione chimica (dipendente dagli atomi vicarianti), oppure può essere polimorfa, cioè cambiare anche la disposizione del reticolo cristallino, come nel caso della grafite/diamante (ciò avviene quando a parità di costituzione chimica l'edificio reticolare è differente).